# Колючохвіст
Колючохві́ст (Hirundapus) — рід серпокрильцеподібних птахів родини серпокрильцевих (Apodidae). Представники цього роду мешкають в Азії.

## Види
Виділяють чотири види:
- Колючохвіст білогорлий (Hirundapus caudacutus)
- Колючохвіст бурогорлий (Hirundapus cochinchinensis)
- Колючохвіст великий (Hirundapus giganteus)
- Колючохвіст пурпуровий (Hirundapus celebensis)

## Етимологія
Наукова назва роду Hirundapus походить від сполучення слів Ластівка (Hirundo Linnaeus, 1758) і Серпокрилець (Apus Scopoli, 1777).